# Heteronymphon exiguum
Heteronymphon exiguum is een zeespin uit de familie Nymphonidae. De soort behoort tot het geslacht Heteronymphon. Heteronymphon exiguum werd in 1927 voor het eerst wetenschappelijk beschreven door Hodgson. 